# Oxidação de aminoácidos
A oxidação de aminoácidos compreende a remoção e a excreção do grupo amino e a oxidação da cadeia carbônica remanescente. Estas reações são catalisadas por aminotransferases. O grupo amino é convertido em ureia e as 20 cadeias carbônicas resultantes são convertidas em alfa-cetoácido, compostos comuns ao metabolismo de carboidratos e lipídios (ou seja, piruvato, Acetil coenzima A e intermediários do ciclo de Krebs).
Os seres vivos não são capazes de armazenar aminoácidos nem proteínas. Consequentemente, satisfeitas as necessidades de síntese, os aminoácidos excedentes são degradados. Em um indivíduo adulto saudável com uma dieta adequada, a oxidação de aminoácidos corresponde a 10–15% de suas necessidades energéticas.